# Lucien Geay
Lucien Eugène Geay (* 4. Januar 1900 in Malakoff; † 26. August 1976 in Nizza) war ein französischer Kolonialbeamter. Er war Gouverneur mehrerer Territorien in Französisch-Westafrika.

## Leben
Lucien Geay begann seine Laufbahn im französischen Kolonialdienst in Togo. Schon im Alter von 28 Jahren übernahm er erstmals interimsmäßig ein Gouverneursamt: jenes von Dahomey, das er von 29. August 1928 bis 4. April 1929 innehatte. Geay war längere Zeit in Kamerun tätig, wo er zunächst Bezirksleiter von Dschang, dann Regionalleiter war. 1945 erhielt er den Rang eines administrateur en chef. Von 19. Juli 1947 bis 31. Dezember 1947 war Geay interimsmäßig Gouverneur von Mauretanien. Von 24. November 1948 bis 25. Februar 1949 übernahm er interimsmäßig von Jean Toby das Amt des Gouverneurs von Niger und von 22. März 1950 bis Oktober 1950 interimsmäßig von Albert Mouragues das Amt des Gouverneurs von Obervolta. Als Nachfolger von Camille Bailly wurde Lucien Geay am 25. April 1952 Gouverneur von Senegal. Senegal war die älteste französische Kolonie in Afrika, ihre Hauptstadt Dakar zugleich die Hauptstadt von ganz Französisch-Westafrika. Geay wurde am 2. Dezember 1953 zusätzlich interimsmäßig Gouverneur von Französisch-Sudan. Am 19. Februar 1954 löste ihn Maxime Jourdain als Gouverneur von Senegal ab. Geay behielt – ab 10. Februar 1954 nicht mehr als Interim definiert – sein Amt als Gouverneur von Mali. Sein dortiger Nachfolger, nunmehr mit der Amtsbezeichnung Hochkommissar, wurde am 3. November 1956 Henri Gipoulon.

## Ehrungen

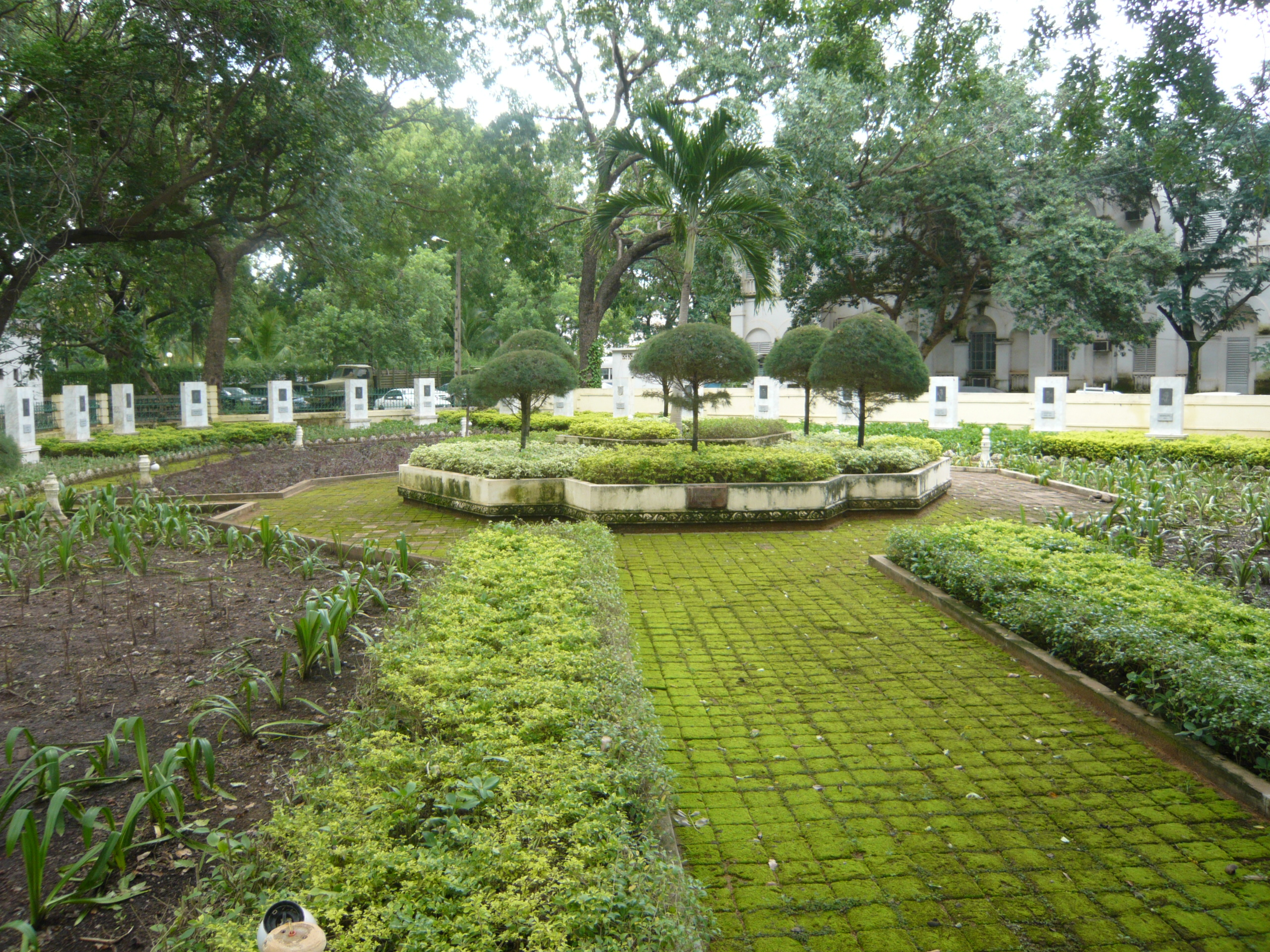
Auf der Place des gouverneurs in Bamako erinnern Marmordenkmäler mit Porträtreliefs an die Gouverneure von Französisch-Sudan.

- Gouverneur honoraire de première classe de la France d’Outre-Mer (Ehren-Gouverneur der französischen Überseegebiete erster Klasse)[1]